# Vejle (município)
A Comuna de Vejle (em dinamarquês: Vejle Kommune;  PRONÚNCIA) é um município da Dinamarca, situado no sudeste da península da Jutlândia.

Tem uma área de 1 058,4 km² e uma  população de 114 830 habitantes, segundo o censo de 2019.
O seu centro administrativo é a cidade de Vejle.
Pertence à Região da Dinamarca do Sul (Syddanmark).

Em termos económicos possui indústrias de construção de máquinas, estaleiros navais , fundições e  alimentares (indústrias lácteas).
O seu principal monumento é a catedral, datada do século XIII.
| Maiores cidades e vilas |          |                   |
| Rank                    | Name     | Population (2015) |
| 1                       | Vejle    | 53,975            |
| 2                       | Børkop   | 5,152             |
| 3                       | Give     | 4,516             |
| 4                       | Jelling  | 3,383             |
| 5                       | Brejning | 2,855             |
| 6                       | Egtved   | 2,294             |
| 7                       | Skibet   | 2,103             |
| 8                       | Bredsten | 1,706             |
| 9                       | Ødsted   | 1,463             |
| 10                      | Thyregod | 1,374             |